# Acireale
Acireale ist eine italienische Stadt der Metropolitanstadt Catania in der Autonomen Region Sizilien mit 50.505 Einwohnern (Stand 31. Dezember 2023).

## Lage und Daten
Acireale liegt 20 Kilometer nördlich von Catania, Arbeitsplätze gibt es in der Produktion von Lebensmitteln, im Tourismus und in Steinbrüchen.
Acireale hat einen Autobahnanschluss an die A18 / E45. Der Bahnhof Acireale liegt an der Bahnstrecke Messina–Siracusa.
Die Stadtteile (Fraktionen) sind Santa Maria La Scala, Santa Tecla, Stazzo, S.M.Ammalati, Guardia, Mangano, Capomulini, S.Cosmo, Balatelle, Pennisi, Fiandaca, Loreto, Piano d’Api, Aciplatani, Scillichenti, S.Caterina, S.M.delle Grazie, S.M.la Stella und S.G.Bosco.
Die Nachbargemeinden sind Aci Castello, Aci Catena, Aci Sant’Antonio, Giarre, Riposto, Santa Venerina und Zafferana Etnea.

## Geschichte
Die Gemeinde ist im 14. Jahrhundert durch Zuzug von Einwohnern aus den Küstenorten entstanden, da die Lage des Ortes besseren Schutz vor Piratenüberfällen bot. Auf dem Gebiet der heutigen Stadt stand die 731 v. Chr. gegründete griechische Stadt Xiphonia. Der Name Acireale wurde 1642 von Philipp IV. König von Spanien vergeben. Bei dem Erdbeben 1693 wurde die Stadt zerstört und danach wieder aufgebaut.
Am 27. Juni 1844 wurde das Bistum Acireale durch Papst Gregor XVI. errichtet.
In den ersten Jahrzehnten des 20. Jahrhunderts konnte die Stadt ein starkes Wachstum verzeichnen.

## Kultur
Acireale gilt neben Sciacca als die Karnevalshochburg Siziliens und als die Wiege des Sizilianischen Marionettentheaters.

## Sehenswürdigkeiten
- Kathedrale Maria SS. Annunziata, erbaut zwischen 1597 und 1618, zeigt ein barockes Portal und eine gotische Fassade
- Kirche San Sebastiano, erbaut in der zweiten Hälfte des 17. Jahrhunderts
- Kirche dei Santi Pietro e Paolo mit einer Säulenfassade aus dem 18. Jahrhundert an der Piazza Duomo
- Rathaus, erbaut 1659 im barocken Stil
- Pinacoteca Zelantea, mit alten Schriften und Gemälden des 17. und 18. Jahrhunderts
- Thermalbad, erbaut im 19. Jahrhundert
- Museum mit Puppen des sizilianischen Marionettentheaters

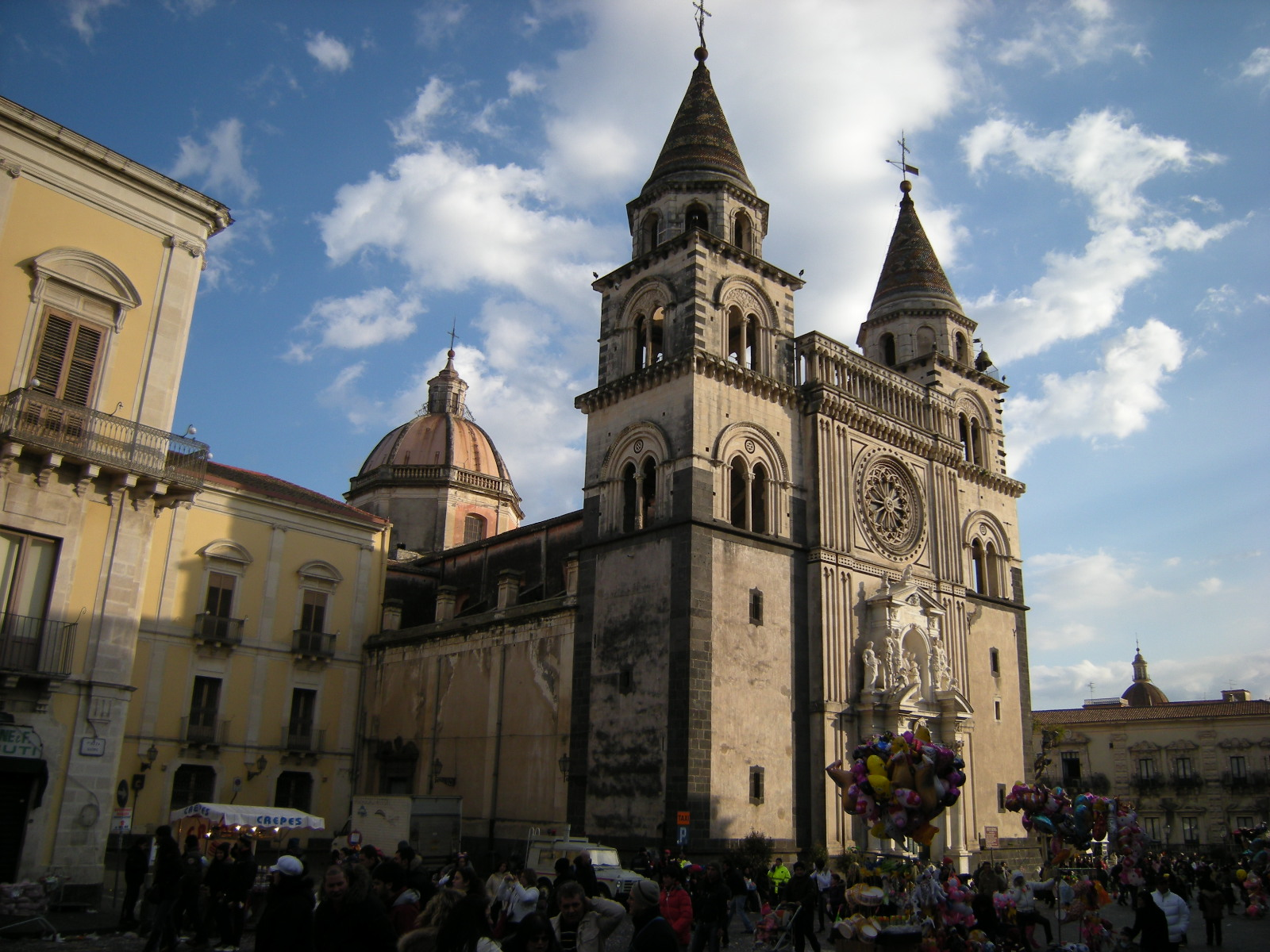
Kathedrale von Acireale
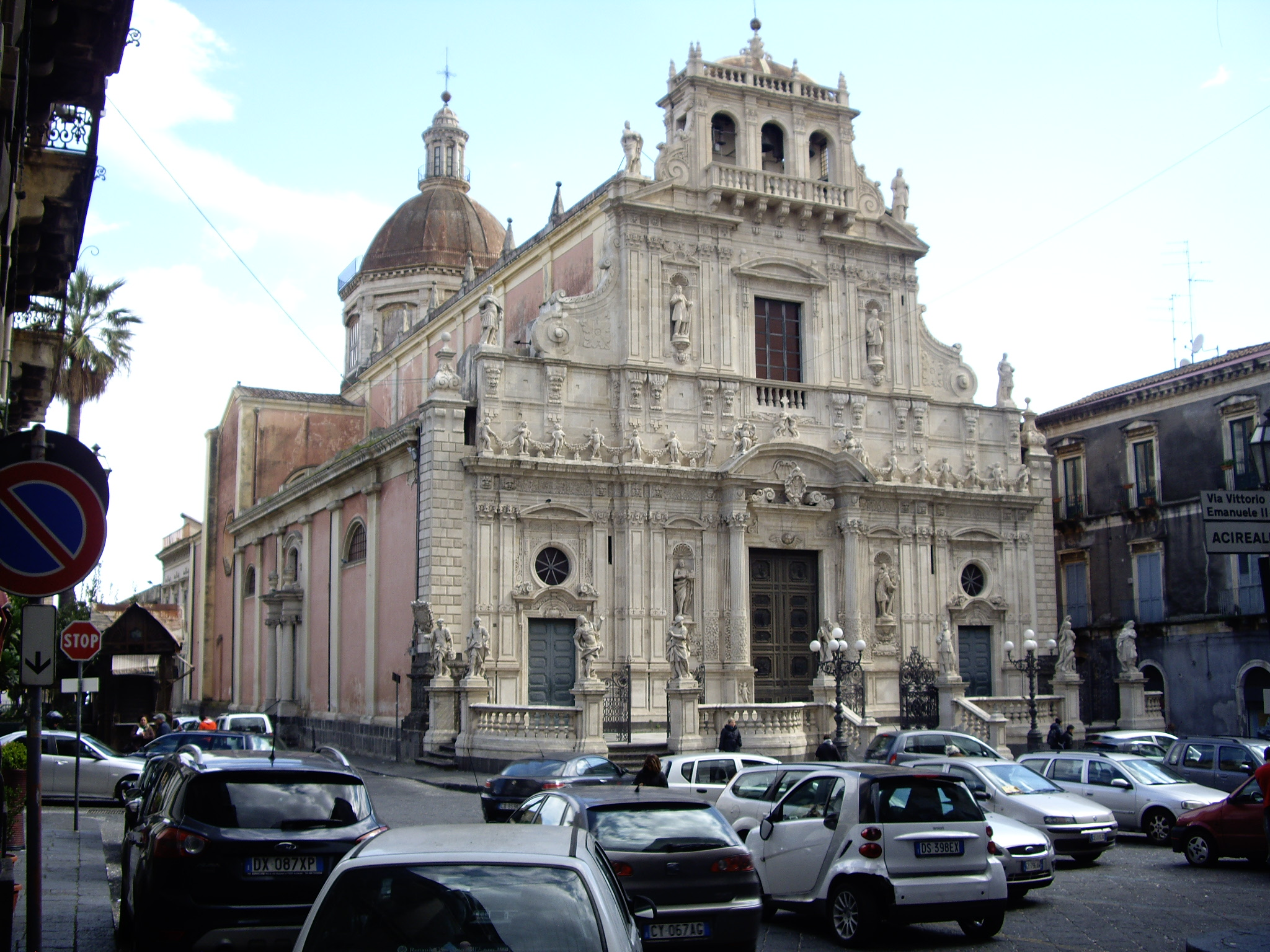
Kirche San Sebastiano
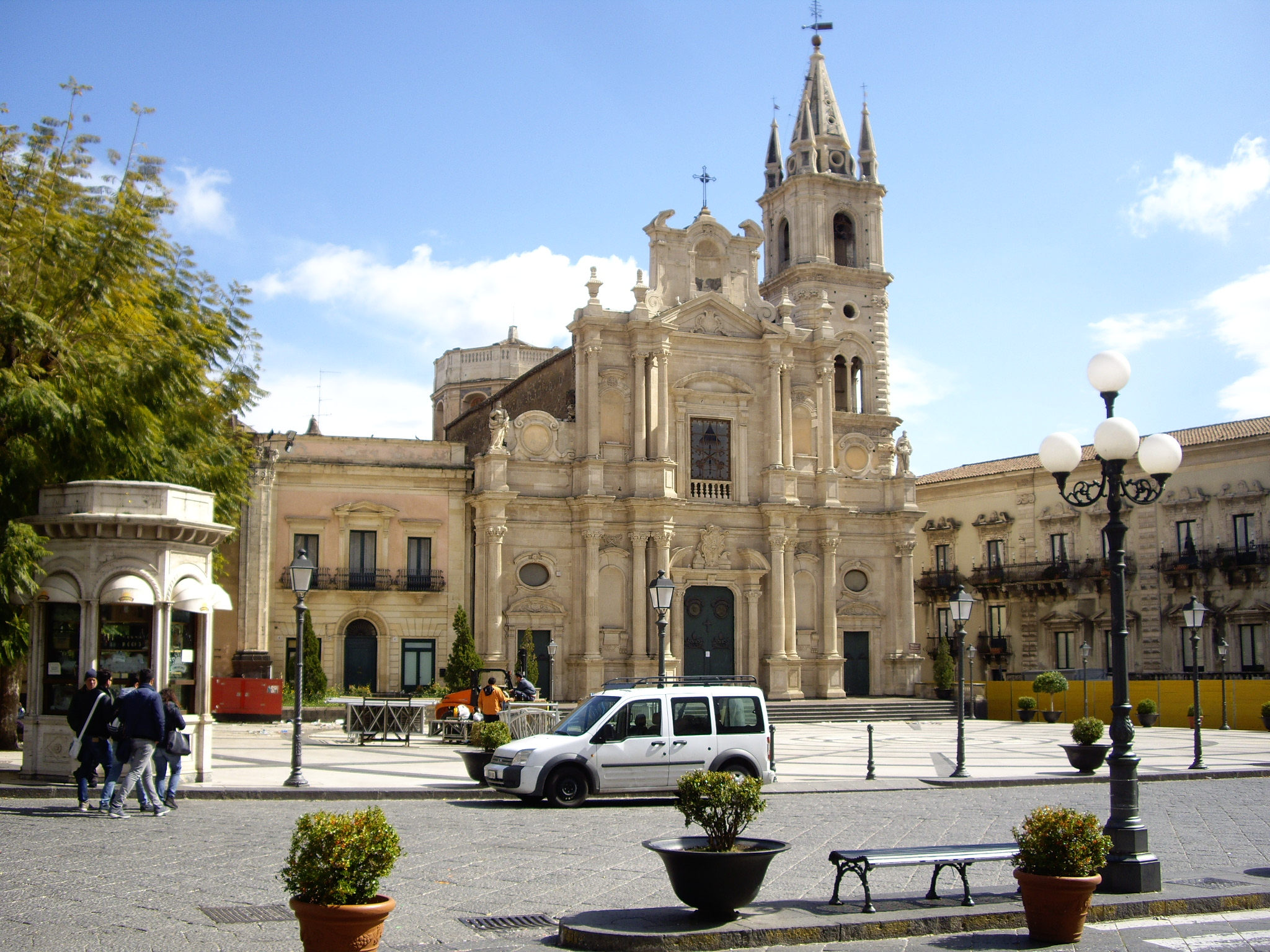
Basilica Santi Pietro e Paolo
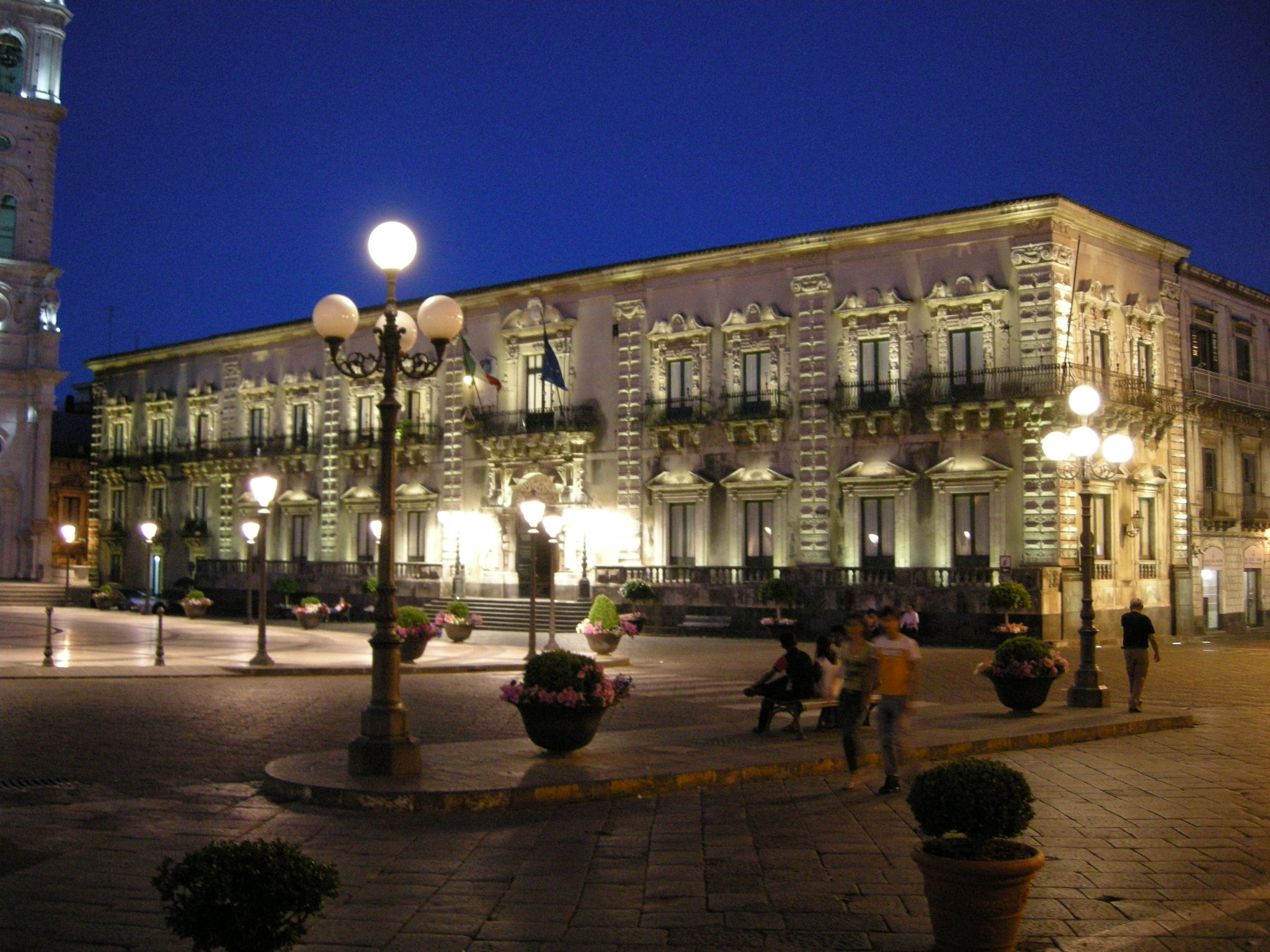
Rathaus

## Umgebung
- San Giovanni Montebello, ein kleines Dorf in 4 km Entfernung von Acireale. Hier steht die Kirche SS. Ritrovato mit zwei Gemälden aus dem Jahre 1833, die Verkündigung und die Kreuzigung. Die Gemälde sind von Giuseppe Zacco.
- Macchia, etwa 2 km von Acireale entfernt. Hier befindet sich das Museum der Ätnabevölkerung.

## Städtepartnerschaften
- Mar del Plata, Argentinien, seit dem 7. Dezember 1996
- Viareggio, Toskana, Italien

## Söhne und Töchter der Stadt
- Giacinto Platania (1612–1691), Maler
- Pietro Paolo Vasta (1697–1760), Barockmaler
- Alfio Grassi (1766–1827), Offizier und Militärschriftsteller
- Umberto Barbaro (1902–1959), Filmtheoretiker und - kritiker, Drehbuchautor, Dokumentarfilmer
- Gaetano Fichera (1922–1996), Mathematiker
- Francesco Pennisi (1934–2000), Komponist
- Pio Vittorio Vigo (1935–2021), Bischof von Acireale
- Paolo Romeo (* 1938), Erzbischof von Palermo
- Paolo Urso (* 1940), Bischof von Ragusa
- Enrico Garozzo (* 1989), Fechter
- Daniele Garozzo (* 1992), Fechter